# Castanheira de Pera
Castanheira de Pera (kɐʃtɐ'ɲɐiɾɐ dɨ 'peɾɐ), talvolta, erroneamente, Castanheira de Pêra, è un comune portoghese di 3 733 abitanti situato nel distretto di Leiria.

## Società

### Evoluzione demografica
| 1920 | 1930 | 1960 | 1981 | 1991 | 2001 | 2004 |
| 5839 | 6116 | 5739 | 5137 | 4442 | 3733 | 3464 |

## Freguesias
- Castanheira de Pera
- Coentral